# Askania Werke
Pour l’article homonyme, voir Askaniá.
Askania Werke AG, dit Askania, était une entreprise allemande de l'ingénierie de précision (horlogerie, instruments de navigation) et de l'industrie optique.
Elle a été fondée à Berlin en 1871 sous le nom de Bambergwerke et renommée Askania Werke AG en 1921. Pendant la Première et la Seconde Guerre mondiale, elle participe à la production d'armements (V1 par exemple). Après la défaite de 1945, les activités d'Askania ont été incorporées dans diverses entreprises d'Allemagne de l'Ouest.
L'astéroïde (1216) Askania est nommé en l'honneur de ce fabricant d'optique.